# Os Vegetais: Os Piratas Que Não Fazem Nada
The Pirates Who Don't Do Anything: A VeggieTales Movie (bra/prt: Os Vegetais: Os Piratas Que Não Fazem Nada) é um filme de desenho animado baseado na série VeggieTales, a ser lançado no dia 11 de Janeiro de 2008 (EUA), 10 de Janeiro de 2008 (Portugal) e 15 de Fevereiro de 2008 (Brasil).

## Elenco

### Elenco regular da TV
- Mike Nawrocki como Elliot, Rock Monster Dad e Theater Foe
- Phil Vischer como George
- Laura Gerow como Princess Eloise
- Yuri Lowenthal como Prince Alexander
- Alan Lee como Blind Man e One-Eyed Louie
- Tim Hodge como Jolly Joe e King's Ship Officer
- Cydney Trent como Bernadette
- Keri Pisapia

### Convidados
- Phil Vischer como Willory
- Cam Clarke
- Jim Poole como Pirate Scooter Carrot